# Горка (Заднесельское сельское поселение)
Горка — деревня в Усть-Кубинском районе Вологодской области.
Входит в состав Заднесельского сельского поселения, с точки зрения административно-территориального деления — в Заднесельский сельсовет.
Расстояние по автодороге до районного центра Устья — 22 км, до центра муниципального образования Заднего — 4 км.
По данным переписи в 2002 году постоянного населения не было.